# Tumbaya
Tumbaya ist die Hauptstadt des Departamentos Tumbaya in der Provinz Jujuy in Argentinien. Der Ort hat 884 Einwohner (2001, INDEC) und liegt am Ufer des Flusses Río Grande de Jujuy in der Quebrada de Humahuaca auf einer Höhe von 2247 Metern. Die Entfernung bis zur Provinzhauptstadt San Salvador de Jujuy über die Ruta Nacional 9 beträgt 45 Kilometer. Nach Tilcara sind es 40 Kilometer über die gleiche Straße.

## Ortsbild und Geschichte
Das Ortsbild ist geprägt durch seine kolonialen Gebäude aus Lehmziegeln und engen Straßen am Rande hoher, farbiger Berge. Die historische Kirche Iglesia de la Virgen de la Candelaria aus dem Jahre 1796 birgt wertvolle Bilder aus der Malschule Cuzcos und einige Goldschmiedearbeiten. 1840 machten hier die Truppen der Unitarier Halt, als sie die sterblichen Überreste ihres Generals Juan Lavalle nach Purmamarca überführten. Die Kirche wurde zum Nationalmonument erklärt. Die Statue des heiligen Francisco Solano und die Weihwasserquelle El manantial Agua Bendita werden dem Franziskanerheiligen zugeschrieben, der auch durch Tumbaya gekommen ist.

## Klima
Das Klima ist gemäßigt und trocken.

## Feste
- Virgen de la Candelaria. (2. Februar)
- Nuestra Señora de Los Dolores (15. September). Beide Patronatsfeste ziehen Schaulustige aus der Region heran und werden von Volksfesten und Märkten mit regionalen Produkten begleitet.
- El Domingo de Ramos. 22 Kilometer entfernt, auf einem Berg auf der gegenüberliegenden Uferseite des Río Grande de Jujuy, liegt die Capilla Punta Corral. Einmal im Jahr, zum Domingo de Ramos, begleiten Tausende von Pilgern das Bild der Virgen de Copacabana umtanzend aus den Bergen bis nach Tumbaya, wobei das Durchschreiten des Río Grande de Jujuy vor den Toren des Ortes als Taufakt gilt. In der Osterwoche wird das Bild nach Tilcara überführt.